# Kuzma Minin
Kuzma Minin (rusky Кузма Mинин, vlastním jménem Kuzma Minič Zacharijev-Suchorukij , okolo 1570? – 1616?) byl obchodník z Nižního Novgorodu, který na počátku 17. století spolu s Dmitrijem Požarským vyhnal Poláky z Ruska.

## Vítězství nad polskou armádou

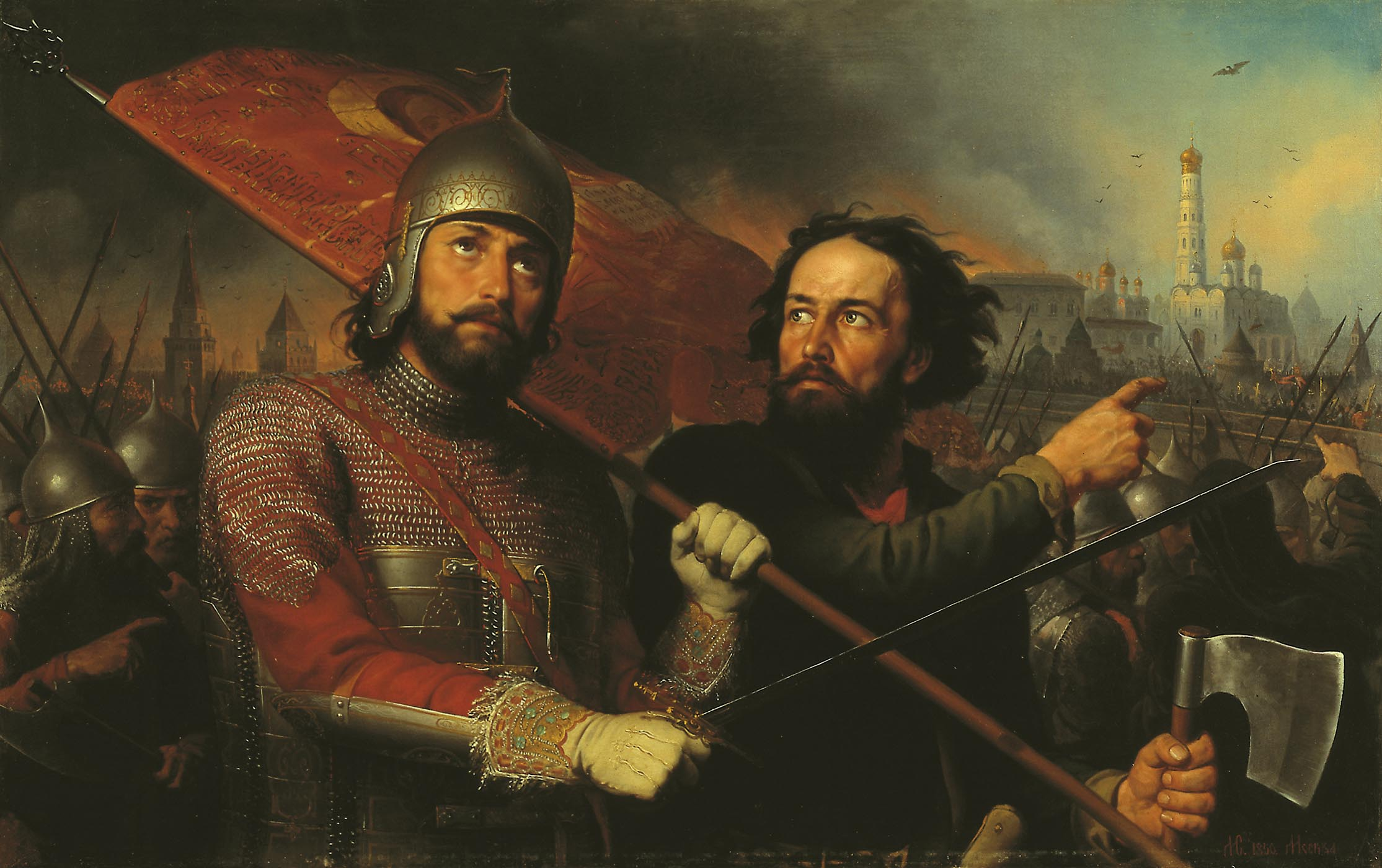
Minin (vpravo) a Požarskij vyzývají k záchraně Rusi

Kuzma Minin byl muž nepřílíš zámožný, zabýval se obchodem s masem a rybami. Mezi lidmi byl oblíben pro svou moudrost a čestnost, proto byl dne 1. září 1611 zvolen nižněnovgorodskými měšťany starostou. Po invazi Poláků se rozhodl zachránit Rus. Všechno své jmění, všechen svůj majetek věnoval na vyzbrojení ruských ozbrojenců. Ve městě se sešla silná vojenská posádka. K nim se přidávali měšťané a řemeslníci a byla vytvořena domobrana. Vojenským velitelem se stal kníže Dimitrij Požarskij. K Rusům se začaly přidávat i okolní národy: Čuvaši, Komijci, Marijci i Seveřané. Minin poslal bojarům dopisy, v nichž napsal, aby se spojili, vyhnali katolické okupanty a znovu nastolili pravoslaví.
K rozhodujícímu střetu mezi polsko-litevskou armádou a ruskými vlastenci došlo u bran Moskvy. V čele polsko-litevského vojska stál hejtman Jan Karol Chodkiewicz. Polsko-litevská vojska však byla rozdrcena. Několik okupantů se ještě drželo za branami Kremlu a odmítlo kapitulovat. Po dlouhém obléhání se nakonec okupanti 26. října 1612 vzdali. Kuzma Minin byl za svůj čin později povýšen do šlechtického stavu.
Měl také rozhodující vliv na volbě nového cara Michaila I. Roku 1616 zemřel.